# Paralakhemundi
Paralakhemundi est une ville indienne située dans le district de Gajapati dans l’État de l'Odisha. En 2001, sa population était de 42 991 habitants.

## Source de la traduction
- (en) Cet article est partiellement ou en totalité issu de l’article de Wikipédia en anglais intitulé « Paralakhemundi » (voir la liste des auteurs).